# Добаш світлочеревий
Доба́ш світлочеревий (Picumnus spilogaster) — вид дятлоподібних птахів родини дятлових (Picidae). Мешкає в Південній Америці.

## Опис
Довжина птаха становить 9 см. Верхня частина тіла світло-коричнева, махові пера мають білі краї. Груди коричневі, поцятковані білими смужками, живіт коричнювато-білий. Голова чорна, поцяткована білими плямками, на тімені червона пляма.

## Підвиди
Виділяють три підвиди:
- P. s. orinocensis Zimmer, JT & Phelps, 1950 — Центральна Венесуела (від південно-східного Апуре до Дельти-Амакуро);
- P. s. spilogaster Sundevall, 1866 — Північна Бразилія (Рорайма) і Північна Гаяна;
- P. s. pallidus Snethlage, E, 1924 — північно-східна Бразилія (в районі Белену на сході Пари).

## Поширення і екологія
Світлочереві добаші мешкають у Венесуелі, Гаяні і Бразилії. Вони живуть у вологих і сухих рівнинних тропічних лісах, мангрових лісах, сухих чагарникових заростях і саванах Льяносу. Зустрічаються переважно на висоті до 100 м над рівнем моря.

## Збереження
МСОП класифікує цей вид як вразливий. Світлочеревим добашам загрожує знищення природного середовища.